# Jenynsia
Jenynsia is een geslacht van straalvinnige vissen uit de familie van de vierogen (Anablepidae).

## Soorten
- Jenynsia alternimaculata (Fowler, 1940)
- Jenynsia darwini Amorim, 2018
- Jenynsia diphyes Lucinda, Ghedotti & da Graça, 2006
- Jenynsia eigenmanni (Haseman, 1911)
- Jenynsia eirmostigma Ghedotti and Weitzman, 1995
- Jenynsia lineata (Jenyns, 1842)
- Jenynsia maculata Regan, 1906
- Jenynsia multidentata (Jenyns, 1842)
- Jenynsia obscura (Weyenbergh, 1877)
- Jenynsia onca Lucinda, Reis and Quevedo, 2002
- Jenynsia sanctaecatarinae Ghedotti and Weitzman, 1996
- Jenynsia tucumana Aguilera & Mirande, 2005
- Jenynsia unitaenia Ghedotti and Weitzman, 1995
- Jenynsia weitzmani Ghedotti, Meisner and Lucinda, 2001